# 朱晓明 (1949年)
朱晓明（1949年—），男，汉族，中华人民共和国藏学家，曾任中央社会主义学院党组副书记、常务副院长，中国藏学研究中心党组书记、副总干事（副部长级）、第十一届全国政协委员。

## 生平
2008年，当选第十一届全国政协委员，代表社会科学界，分入第三十三组。